# Das Schweigen der Männer (1997)
Das Schweigen der Männer ist ein Schweizer Spielfilm von Clemens Klopfenstein aus dem Jahr 1997. Der Film rangiert zwischen Komödie und Erzählfilm und besteht entgegen seinem Titel fast vollständig aus einem Dauer-Dialog zweier alternder Männer, die eine gemeinsame Reise vom Berner Oberland bis nach Ägypten an die Pyramiden von Gizeh führt.
Der Film gewann 1998 den Schweizer Filmpreis als bester Schweizer Spielfilm zusammen mit Waalo Fendo – Là où la terre gèle. Er wurde über zehn Jahre auf verschiedenen internationalen Festivals gezeigt. In den Hauptrollen spielten Max Rüdlinger und Polo Hofer.

## Inhalt
Max und Polo reden darüber, wie es ist, Mann zu sein, und wie es ist, Schweizer zu sein. Sie stellen zwei Facetten eines Alter-Ego dar, und der Tiefgang der Gespräche laviert zwischen philosophischen Betrachtungen und Gemeinplätzen, mit Themen von Cervelat bis zu Wandern in Italien, oder dem Austausch darüber, in welcher Berner Beiz es den besten Wurstsalat gebe. Sie spielen dabei grösstenteils sich selbst, Polo Hofer als „der in Bern weltberühmte Rockstar“ (Matthias Lerf) und Max Rüdlinger als bekannter Schweizer Schauspieler. Die Sprache ist mehrheitlich Schweizerdeutsch, nur in der Szene mit den beiden Fahrrad-Fahrerinnen, die von den beiden Protagonisten für Schwedinnen gehalten werden, sprechen sie Englisch. Diese Dialoge sind ohne Drehbuch entstanden, Clemens Klopfenstein begleitete die beiden Darsteller mit seiner Kamera und liess ihnen quasi freie Hand.

## Hintergrund
Clemens Klopfenstein drehte mehrere Filme mit Max Rüdlinger und Polo Hofer. Dem Film Das Schweigen der Männer vorangegangen waren E Nachtlang Füurland (1981) und Füürland 2 (1991) in Co-Regie mit Remo Legnazzi  sowie der 33-minütige Wanderfilm Die Gemmi – ein Übergang von 1994, aus dem Klopfenstein für den Beginn von Das Schweigen der Männer vierzehn Minuten als Anfangssequenz übernommen hat. 2005 folgte Die Vogelpredigt oder Das Schreien der Mönche. Abgeschlossen wurde die Serie um Max und Polo 2018 mit Das Ächzen der Asche, mit Max Rüdlinger als Hauptdarsteller im erdachten Dialog mit dem 2017 verstorbenen, von einer Skulptur verkörperten Polo Hofer.

## Kritik
Der Filmkritiker Martin Schlappner attestierte dem Film eine leichthändige Komik auf melancholischem Hintergrund. Prägend für die Qualität sei sodann die riesige Bandbreite der Themen in den Dialogen zwischen den beiden Protagonisten (von trivial bis tiefsinnig).

«Es ist kein Volk so unzufrieden wie die Schweizer und du bist der Prototyp», sagt Polo Hofer zu Max Rüdlinger. Der kontert: «Glücklich sein macht die Menschen so dämlich, jammern ist wenigstens pfiffig.» Dieser Dialog steht in keinem Drehbuch, die Protagonisten haben ihn improvisiert: Polo Hofer, der in Bern weltberühmte Rockstar, und Max Rüdlinger, der Griesgram vom Dienst im Schweizer Film.

## Auszeichnung
- Schweizer Filmpreis 1998: Bester Spielfilm